# Trithyris aurantiacalis
Trithyris aurantiacalis là một loài bướm đêm trong họ Crambidae.